# Jordi Cortizo
Jordi Cortizo de la Piedra, noto semplicemente come Jordi Cortizo (Santiago de Querétaro, 30 giugno 1996), è un calciatore messicano, centrocampista dal Monterrey.

## Caratteristiche tecniche
È un esterno destro.

## Carriera

### Club
Cresciuto nel settore giovanile del Querétaro, ha esordito in prima squadra il 6 aprile 2016 disputando l'incontro di CONCACAF Champions League perso 2-0 contro il Tigres UANL.

### Nazionale
Il 9 settembre 2023 ha esordito in nazionale maggiore nell'amichevole pareggiata 2-2 contro l'Australia.